# Communauté de communes de la Haute Meurthe

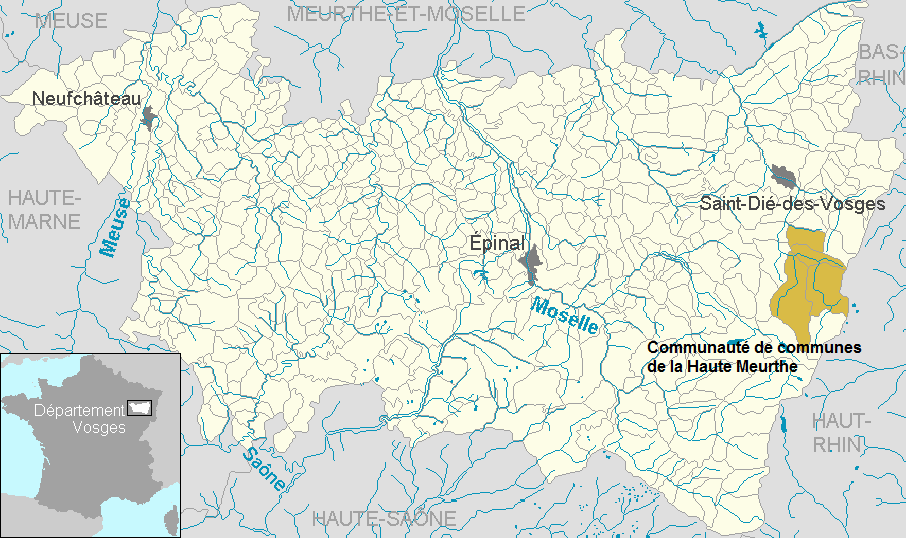
Lage des ehemaligen Kommunalverbandes Haute Meurthe im Département Vosges

Die Communauté de communes de la Haute Meurthe war ein kommunaler Zusammenschluss (Communauté de communes) von vier Gemeinden im Osten des Départements Vosges in Lothringen.
Der Kommunalverband hatte 6.463 Einwohner (2008) auf 111,55 km², was einer Bevölkerungsdichte von 58 Einwohnern/km² entsprach.
Sitz des Verbandes war die Gemeinde Fraize. Die östliche Grenze des Gemeindeverbandes bildete der Vogesenkamm mit dem Einschnitt des Col du Bonhomme als Übergang in die Region Elsass. Der Name Haute Meurthe (Obere Meurthe) beschreibt die Lage des Verbandsgebietes am Fluss mit Ausnahme von Mandray an einem kleinen Nebenfluss der Meurthe.
Der Kommunalverband wurde am 27. Dezember 1996 gegründet, um die materiellen Ressourcen der Gemeinden zu bündeln und die wirtschaftliche Entwicklung zu koordinieren.
Zum Aufgabengebiet des Kommunalverbandes zählten die Regionalplanung sowie die gemeindeübergreifende Wirtschaftsentwicklung, wobei das Hauptaugenmerk auf der Förderung der Gewerbegebiete Les Graviers, Le Moulin, Les Faulx, Zone de la Gare und Zone des Secs Prés lag. Die Communauté de communes de la Haute Meurthe hatte sich darüber hinaus zum Ziel gesetzt, auf den Gebieten Tourismusentwicklung (unter anderem Finanzierung und Betrieb der Tourismusbüros in Fraize und Plainfaing), Umweltschutz (unter anderem Schutz der Gebirgsbäche) sowie der Kultur- und Sportförderung eng zusammenzuarbeiten.
Der Kommunalverband löste sich am 16. Dezember 2013 auf und ging zusammen mit den Gemeinden des ebenfalls aufgelösten Gemeindeverbandes Val de Meurthe am 1. Januar 2014 im neuen Verband Saint-Dié-des-Vosges auf.

## Ehemalige Mitgliedsgemeinden
- Ban-sur-Meurthe-Clefcy
- Fraize
- Mandray
- Plainfaing